# August Goldkuhl
August Edvard Goldkuhl, född den 24 augusti 1830 i Järbo socken, Älvsborgs län, död den 10 mars 1904 i Växjö, var en svensk läkare. Han var far till Henrik, Edvard och Algot Goldkuhl.
Goldkuhl blev 1849 student vid Uppsala universitet, där han avlade medicine kandidatexamen 1856 och medicine licentiatexamen 1859. Han blev kirurgie magister vid Karolinska institutet i Stockholm 1860. Goldkuhl var garnisonsläkare på Karlsborgs fästning i Skaraborgs län 1860–1865, provinsialläkare i Håby distrikt i Göteborgs och Bohus län 1865–1869, lasarettsläkare i Växjö 1869–1880, stadsläkare där 1871–1901, läkare vid länscellfängelset där 1872–1902 och tillförordnad förste provinsialläkare i Kronobergs län 1890–1899. Han promoverades till medicine hedersdoktor i Uppsala 1893. Goldkuhl utgav skrifter i hygien. Han blev riddare av Nordstjärneorden 1881.